# Wydział Nauk o Żywności i Rybactwa Zachodniopomorskiego Uniwersytetu Technologicznego w Szczecinie
Wydział Nauk o Żywności i Rybactwa Zachodniopomorskiego Uniwersytetu Technologicznego w Szczecinie – jeden z jedenastu wydziałów tej uczelni. Posiada podwójne uprawnienia do nadawania stopnia doktora habilitowanego (w dyscyplinach rybactwo oraz technologia żywności). Do czasu powstania Zachodniopomorskiego Uniwersytetu Technologicznego (1 stycznia 2009) wchodził w skład Akademii Rolniczej w Szczecinie.

## Historia Wydziału
Wydział Nauk o Żywności i Rybactwa był najstarszym wydziałem Akademii Rolniczej w Szczecinie – starszym od samej Uczelni. Powstał  w 1951 w strukturze ówczesnej Wyższej Szkoły Rolniczej w Olsztynie jako Wydział Rybacki. Był to wtedy jedyny taki wydział w Europie. Pierwszym dziekanem i organizatorem był prof. dr Stanisław Sakowicz, wybitny ichtiolog. Decyzją Ministra Szkolnictwa Wyższego główna część wydziału została przeniesiona w latach 1966–1968 do Szczecina, w struktury utworzonej w 1954 Wyższej Szkoły Rolniczej jako Wydział Rybactwa Morskiego, który następnie od 1971 funkcjonował pod nazwą Wydział Rybactwa Morskiego i Technologii Żywności Akademii Rolniczej w Szczecinie, by w 2002 zmienić nazwę na obecną – Wydział Nauk o Żywności i Rybactwa. Po połączeniu Akademii Rolniczej z Politechniką Szczecińską, uczelnią funkcjonującą pod tą nazwą od 1955, a wcześniej od 1946 pod nazwą Szkoły Inżynierskiej Wydział stanowi część Zachodniopomorskiego Uniwersytetu Technologicznego w Szczecinie.
Organizacja Wydziału w czasie tych lat zmieniała się od katedralno-zakładowej, poprzez zespoły dydaktyczne oraz instytuty, by powrócić w 1973 do zakładów i katedr. W Szczecinie Wydział kształcił na początku w dwóch specjalnościach: ichtiologia, eksploatacja zasobów i ochrona morza oraz technologia żywności pochodzenia morskiego. Od 1975 prowadzone było kształcenie w specjalności ekonomika i organizacja gospodarki rybnej, która w 1987 została przeniesiona na tworzony wówczas Wydział Ekonomiki i Organizacji Gospodarki Żywnościowej (obecnie Wydział Ekonomiczny Zachodniopomorskiego Uniwersytetu Technologicznego). Od roku akademickiego 1993/1994 wprowadzono dwa oddzielne kierunki kształcenia: rybactwo oraz technologia żywności i żywienie człowieka.
Rybactwo, pierwszy kierunek studiów tego Wydziału obejmował początkowo głównie rybactwo śródlądowe, jednak już od 1953 uległ on rozszerzeniu o rybactwo morskie.
Początków kierunku technologia żywności i żywienie człowieka należy upatrywać w 1955, kiedy utworzono Zakład Zabezpieczenia Surowców Rybnych i Zakład Przetwórstwa Rybnego. W 1962 powstała Katedra Technologii Przemysłu Rybnego.
Na kierunku towaroznawstwo pierwszy rocznik rozpoczął studia w roku akademickim 2001/2002, jednak początki towaroznawstwa na Wydziale są znacznie wcześniejsze. W latach 1983–2008 kierownikiem Zakładu, a później Katedry Towaroznawstwa i Oceny Jakości była prof. dr hab. Anna Kołakowska, która była głównym organizatorem powstającego kierunku. W ramach kierunku technologia żywności i żywienie człowieka uhonorowanych certyfikatem inżyniera europejskiego Europejskiej Federacji Narodowych Stowarzyszeń Inżynierskich FEANI studenci mogli aż do 2003 uzyskać magisterium m.in. w specjalności towaroznawstwo i ocena jakości.
Wydział pełnię praw akademickich posiada nieprzerwanie od 1956. Obecnie posiada uprawnienia do nadawania stopni naukowych doktora i doktora habilitowanego w dziedzinie nauk rolniczych w dyscyplinach rybactwo oraz technologia żywności i żywienie człowieka. Wydział w swojej historii wypromował również kilkunastu doktorów w dziedzinie nauk o Ziemi lub nauk przyrodniczych w dyscyplinie oceanologia.

## Kierunki kształcenia
Dostępne kierunki:
- Aquaculture and Fisheries (studia I stopnia)
- Ichtiologia i akwakultura (studia I i II stopnia)
- Mikrobiologia (studia I i II stopnia)
- Technologia żywności i żywienie człowieka (studia I i II stopnia)

## Poczet dziekanów
1. prof. dr Stanisław Sakowicz (1951–1954)
2. prof. dr Robert Towarnicki (1954–1956)
3. prof. dr Eugeniusz Grabda (1956–1958)
4. prof. dr Przemysław Olszewski (1958–1960)
5. prof. dr Władysław Mańkowski (1960–1962)
6. prof. Bolesław Dąbrowski (1962–1965)
7. prof. dr Eugeniusz Grabda (1965–1966)
8. dr hab. Stanisław Zalewski (1966–1969)
9. prof. dr hab. Andrzej Niegolewski (1969–1972)
10. prof. dr hab. Aleksander Winnicki (1972–1981)
11. prof. dr hab. inż. Józef Świniarski (1981–1984)
12. prof. dr hab. Aleksander Winnicki (1984–1990)
13. prof. dr hab. inż. Rajmund Trzebiatowski (1990–1996)
14. prof. dr hab. inż. Edward Kołakowski (1996–2002)
15. prof. dr hab. inż. Krzysztof Formicki (2002–2005)
16. prof. dr hab. Waldemar Dąbrowski (2005–2012)
17. dr hab. inż. Agnieszka Tórz (2012–2020)
18. prof. dr hab. inż. Krzysztof Formicki (od 2020)

## Władze Wydziału
W kadencji 2020–2024:
| Stanowisko                               | Imię i nazwisko                       |
| ---------------------------------------- | ------------------------------------- |
| Dziekan                                  | prof. dr hab. inż. Krzysztof Formicki |
| Prodziekan ds. organizacji i rozwoju     | dr hab. inż. Przemysław Czerniejewski |
| Prodziekan ds. studenckich i kształcenia | dr hab. inż. Agata Witczak            |
| Prodziekan ds. studenckich i kształcenia | dr hab. inż. Adam Tański              |

## Struktura organizacyjna

### Katedry
| Katedra                                                                           | Kierownik                             |
| --------------------------------------------------------------------------------- | ------------------------------------- |
| Katedra Bioinżynierii Środowiska Wodnego i Akwakultury                            | dr hab. inż. Arkadiusz Nędzarek       |
| Katedra Hydrobiologii, Ichtiologii i Biotechnologii Rozrodu                       | prof. dr hab. inż. Krzysztof Formicki |
| Katedra Mikrobiologii Stosowanej i Fizjologii Żywienia Człowieka                  | dr hab. inż. Elżbieta Bogusławska-Wąs |
| Katedra Toksykologii, Technologii Mleczarskiej i Przechowalnictwa Żywności        | dr hab. inż. Agata Witczak            |
| Katedra Technologii Mięsa                                                         | prof. dr hab. inż. Małgorzata Sobczak |
| Katedra Technologii Rybnej, Roślinnej i Gastronomicznej                           | dr inż. Grzegorz Tokarczyk            |
| Katedra Towaroznawstwa, Oceny Jakości, Inżynierii Procesowej i Żywienia Człowieka | dr hab. inż. Przemysław Czerniejewski |

### Pozostałe jednostki
| Jednostka                                                          | Kierownik                             |
| ------------------------------------------------------------------ | ------------------------------------- |
| Centrum Bioimmobilizacji i Innowacyjnych Materiałów Opakowaniowych | prof. dr hab. inż. Artur Bartkowiak   |
| Wydziałowa Stacja Badań Modelowych w Ińsku                         | dr hab. inż. Przemysław Czerniejewski |
| Stacja Doświadczalna - Statek Naukowo-Badawczy "SNB-AR1"           | dr inż. Sebastian Król                |

## Samorząd Studencki
Samorząd studencki reprezentowany jest przez Sejmik Wydziałowy Samorządu Studentów WNoŻiR (SWSS), który składa się z ośmiu przedstawicieli studentów Wydziału wybranych w drodze wyborów.
SWSS WNoŻiR reprezentuje studentów na tle Władz Wydziału oraz Uczelni a także w Parlamencie Samorządu Studentów ZUT. Tworzy komisje branżowe a także jego przedstawiciele wchodzą w skład komisji i rad wydziałowych (w ich skład mogą wchodzić także studenci nie będący członkami SWSS).